# Чемпионат мира по горнолыжному спорту 1966
19-й чемпионат мира по горнолыжному спорту прошёл с 4 по 14 августа 1966 года в Портильо, Чили. Чемпионат стал триумфом французских спортсменов, они выиграли 14 из 16 золотых и серебряных медалей.
Изначально золото в скоростном спуске среди женщин выиграла Эрика Шинеггер из Австрии, но в 1967 году она провалила гендерный тест и была дисквалифицирована. Вскоре после этого Эрика сделала операцию по смене пола и стала носить имя Эрик Шинеггер. В 1988 году во время телешоу Эрик вернул золотую медаль из Портильо француженке Мариэль Гуашель, занявшей второе место.

## Общий медальный зачёт
| Место | Страна  | Золото | Серебро | Бронза | Всего |
| ----- | ------- | ------ | ------- | ------ | ----- |
| 1     | Франция | 7      | 7       | 2      | 16    |
| 2     | Италия  | 1      | 0       | 0      | 1     |
| 3     | Австрия | 0      | 1       | 2      | 3     |
| 4     | ФРГ     | 0      | 0       | 3      | 3     |
| 5     | США     | 0      | 0       | 1      | 1     |

## Медалисты

### Мужчины
| Дисциплина        | Золото         | Серебро    | Бронза         |
| ----------------- | -------------- | ---------- | -------------- |
| Скоростной спуск  | Жан-Клод Килли | Лео Лакруа | Франц Фоглер   |
| Гигантский слалом | Ги Перийя      | Жорж Модюи | Карл Шранц     |
| Слалом            | Карло Зенонер  | Ги Перийя  | Луи Жоффре     |
| Комбинация        | Жан-Клод Килли | Лео Лакруа | Людвиг Ляйтнер |

### Женщины
| Дисциплина        | Золото          | Серебро         | Бронза           |
| ----------------- | --------------- | --------------- | ---------------- |
| Скоростной спуск  | Мариэль Гуашель | Анни Фамоз      | Бургль Фербингер |
| Гигантский слалом | Мариэль Гуашель | Хайди Циммерман | Флоранс Стёрер   |
| Слалом            | Анни Фамоз      | Мариэль Гуашель | Пенни Маккой     |
| Комбинация        | Мариэль Гуашель | Анни Фамоз      | Хайди Циммерман  |